# Rectangulipalpus meeki
Rectangulipalpus meeki är en fjärilsart som beskrevs av George Thomas Bethune-Baker 1906. Rectangulipalpus meeki ingår i släktet Rectangulipalpus och familjen nattflyn. Inga underarter finns listade.